# Secret Garden
Secret Garden este un duo muzical irlandezo-norvegian care s-a remarcat cântând muzică new age precum și muzică neo-clasică. Cei doi au câștigat Concursul Euroviziunii pentru Norvegia în 1995. 
Grupul constă din violonista irlandeză Fionnuala Sherry și compozitorul-pianist Rolf Løvland. Secret Garden a vândut peste 3 milioane de albume și a câștigat Concursul Euroviziunii cu compoziția Nocturne (în română, Nocturnă). Performanța celor doi este notabilă întrucât este pentru prima dată (și singura până în prezent) când o melodie predominant instrumentală a câștigat acest concurs. Pentru a se încadra în regulile concursului muzical al Euroviziunii, un minimum de versuri, compuse de Petter Skavlan în limba norvegiană, au fost adăugate piesei, care fusese inițial pur instrumentală. Cântăreața norvegiană Gunnhild Tvinnereim a interpretat melodia la concursul Euroviziunii fiind acompaniată de duo-ul muzical Secret Garden, al cărei membră nu este. Se poate adăuga că același Rolf Løvland fusese co-autor al melodiei "La det swinge" ("Să dansăm swing" în traducere aproximativă) cu care Norvegia a câștigat pentru prima dată Concursul Euroviziunii în 1985.